# 中华人民共和国最高人民法院院长
中华人民共和国最高人民法院院长，是中华人民共和国最高人民法院的最高领导人，位列党和国家领导人，也是中华人民共和国最高级别的法官，根据《中华人民共和国法官法》的规定，中华人民共和国最高人民法院院长是中华人民共和国首席大法官。

## 选举
2001年修订的《中华人民共和国法官法》第十一条规定，“法官职务的任免，依照宪法和法律规定的任免权限和程序办理。”“最高人民法院院长由全国人民代表大会选举和罢免……”第十二条规定，“初任法官采用严格考核的办法，按照德才兼备的标准，从通过国家统一司法考试取得资格，并且具备法官条件的人员中择优提出人选。”“人民法院的院长、副院长应当从法官或者其他具备法官条件的人员中择优提出人选。”

## 职责
2001年修订的《中华人民共和国法官法》第五条规定，“法官的职责：（一）依法参加合议庭审判或者独任审判案件；（二）法律规定的其他职责。”
第六条，“院长、副院长、审判委员会委员、庭长、副庭长除履行审判职责外，还应当履行与其职务相适应的职责。”第四十九条规定，“法官考评委员会的组成人员为五至九人。”“法官考评委员会主任由本院院长担任。”
根据《中华人民共和国刑事诉讼法》，最高人民法院判处或核准的死刑判决由最高人民法院院长命令执行。

## 衔级
2001年修订的《中华人民共和国法官法》第十八条规定，“法官的级别分为十二级。”“最高人民法院院长为首席大法官，二至十二级法官分为大法官、高级法官、法官。”根据该法，中华人民共和国最高人民法院院长为中华人民共和国首席大法官。2001年该法颁布实施时，最高人民法院院长为肖扬，他也是依照该法拥有首席大法官头衔的首位最高人民法院院长。此前，最高人民法院院长实际履行首席大法官的职责，出席首席大法官参加的国际会议及外事往来。

## 历任院长

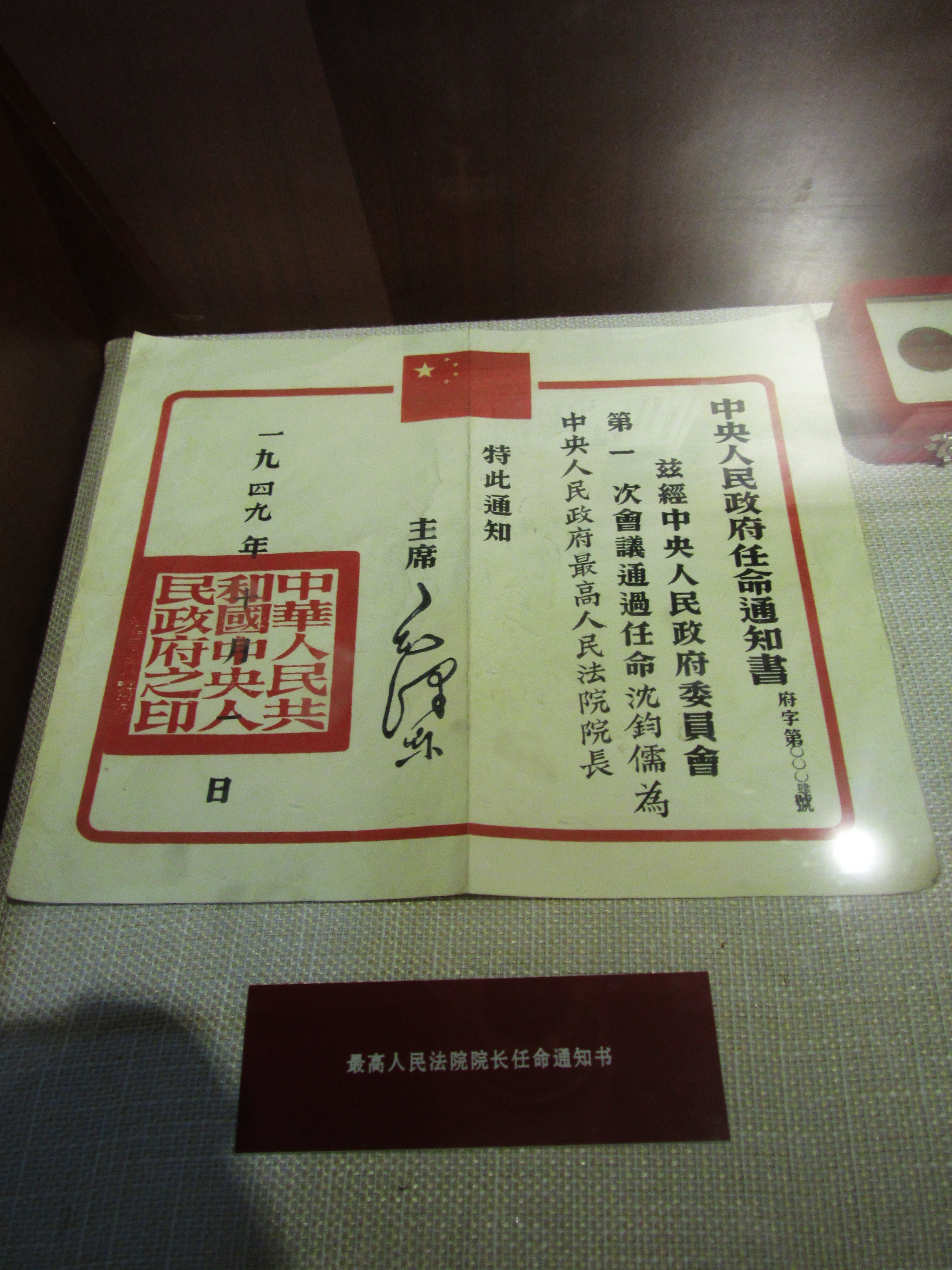
中央人民政府最高人民法院院长沈钧儒任命通知书（沈钧儒故居藏）

| 届次   | 任次 | 姓名   | 照片                        | 所属政党     | 任期                                                    | 选举/任命会议                              |
| ------ | ---- | ------ | --------------------------- | ------------ | ------------------------------------------------------- | ------------------------------------------ |
| 行宪前 | 1    | 沈钧儒 |                             | 中国民主同盟 | 1949年10月1日—1954年9月27日（中央人民政府最高人民法院） | 中央人民政府委员会第一次会议               |
| 1      | 2    | 董必武 |                             | 中国共产党   | 1954年9月27日—1959年4月27日                             | 第一届全国人民代表大会第一次会议           |
| 2      | 3    | 谢觉哉 |                             | 中国共产党   | 1959年4月27日—1965年1月3日                              | 第二届全国人民代表大会第一次会议           |
| 3      | 4    | 杨秀峰 |                             | 中国共产党   | 1965年1月3日—1975年1月20日                              | 第三届全国人民代表大会第一次会议           |
| 4      | 5    | 江华   |                             | 中国共产党   | 1975年1月20日—1978年3月5日                              | 第四届全国人民代表大会常务委员会第一次会议 |
| 5      | 5    | 江华   | 1978年3月5日—1983年6月20日  | 中国共产党   | 第五届全国人民代表大会第一次会议                        |                                            |
| 6      | 6    | 郑天翔 |                             | 中国共产党   | 1983年6月20日—1988年4月9日                              | 第六届全国人民代表大会第一次会议           |
| 7      | 7    | 任建新 |                             | 中国共产党   | 1988年4月9日—1993年3月28日                              | 第七届全国人民代表大会第一次会议           |
| 8      | 7    | 任建新 | 1993年3月28日—1998年3月17日 | 中国共产党   | 第八届全国人民代表大会第一次会议                        |                                            |
| 9      | 8    | 肖扬   |                             | 中国共产党   | 1998年3月17日—2003年3月16日                             | 第九届全国人民代表大会第一次会议           |
| 10     | 8    | 肖扬   | 2003年3月16日—2008年3月16日 | 中国共产党   | 第十届全国人民代表大会第一次会议                        |                                            |
| 11     | 9    | 王胜俊 |                             | 中国共产党   | 2008年3月16日—2013年3月15日                             | 第十一届全国人民代表大会第一次会议         |
| 12     | 10   | 周强   |                             | 中国共产党   | 2013年3月15日—2018年3月18日                             | 第十二届全国人民代表大会第一次会议         |
| 13     | 10   | 周强   | 2018年3月18日—2023年3月11日 | 中国共产党   | 第十三届全国人民代表大会第一次会议                      |                                            |
| 14     | 11   | 张军   |                             | 中国共产党   | 2023年3月11日—                                          | 第十四届全国人民代表大会第一次会议         |

## 在世前任院长
截至2025年6月，历任最高人民法院院长中有2位仍在世：
| 姓名   | 任期          | 出生日期与年龄     | 备注 |
| ------ | ------------- | ------------------ | ---- |
| 王胜俊 | 2008年—2013年 | 1946年10月（78歲） |      |
| 周强   | 2013年—2023年 | 1960年4月（65歲）  |      |

最近一位去世的前任院长是任建新，于2024年9月21日去世，享壽99岁。